# Mbagnick Ndiaye (homme politique)
Pour les articles homonymes, voir Mbagnick Ndiaye et Ndiaye.
Mbagnick Ndiaye est un dirigeant sportif et un homme politique sénégalais.

## Carrière
Il étudie au Centre national d'éducation populaire et sportive de Thiès de 1974 à 1976, obtenant un diplôme d'inspecteur adjoint de l'éducation populaire de la Jeunesse et des Sports, et devient fonctionnaire, servant au service départemental de la Jeunesse et des Sports à Mbour, Kaffrine et Nioro du Rip jusqu’en 1980.
Mbagnick Ndiaye est par la suite secrétaire permanent de la Fédération sénégalaise de lutte durant un an. Il part ensuite en France après avoir réussi un concours interafricain et est diplômé de l'Institut national d'éducation populaire (INEP) de Marly-le-Roi en 1983. Il travaille alors au ministère de la Jeunesse et des Sports du Sénégal.
Il a été secrétaire général puis président de la Fédération sénégalaise d'escrime, secrétaire général de la Confédération africaine d'escrime de 2002 à 2010, puis président. Il est également membre du Comité national olympique et sportif sénégalais, vice-président de l'Union des confédérations sportives africaines et membre du comité exécutif de la Fédération internationale d'escrime.
Il est ministre des Sports du gouvernement Mbaye du 29 octobre 2012 au 1er septembre 2013, ministre des Sports et de la Vie associative du 2 septembre 2013 au 6 juillet 2014 dans le Gouvernement Touré et ministre de la Culture et de la Communication du gouvernement Dionne I du 6 juillet 2014 au 7 septembre 2017 et ministre de l'Intégration africaine, du NEPAD et de la Francophonie dans le gouvernement Dionne II du 7 septembre 2017 au 5 avril 2019.